# Typhlodromus involutus
Typhlodromus involutus är en spindeldjursart som beskrevs av Livshitz och Kuznetsov 1972. Typhlodromus involutus ingår i släktet Typhlodromus och familjen Phytoseiidae. Inga underarter finns listade i Catalogue of Life.